# 上越テクノセンター

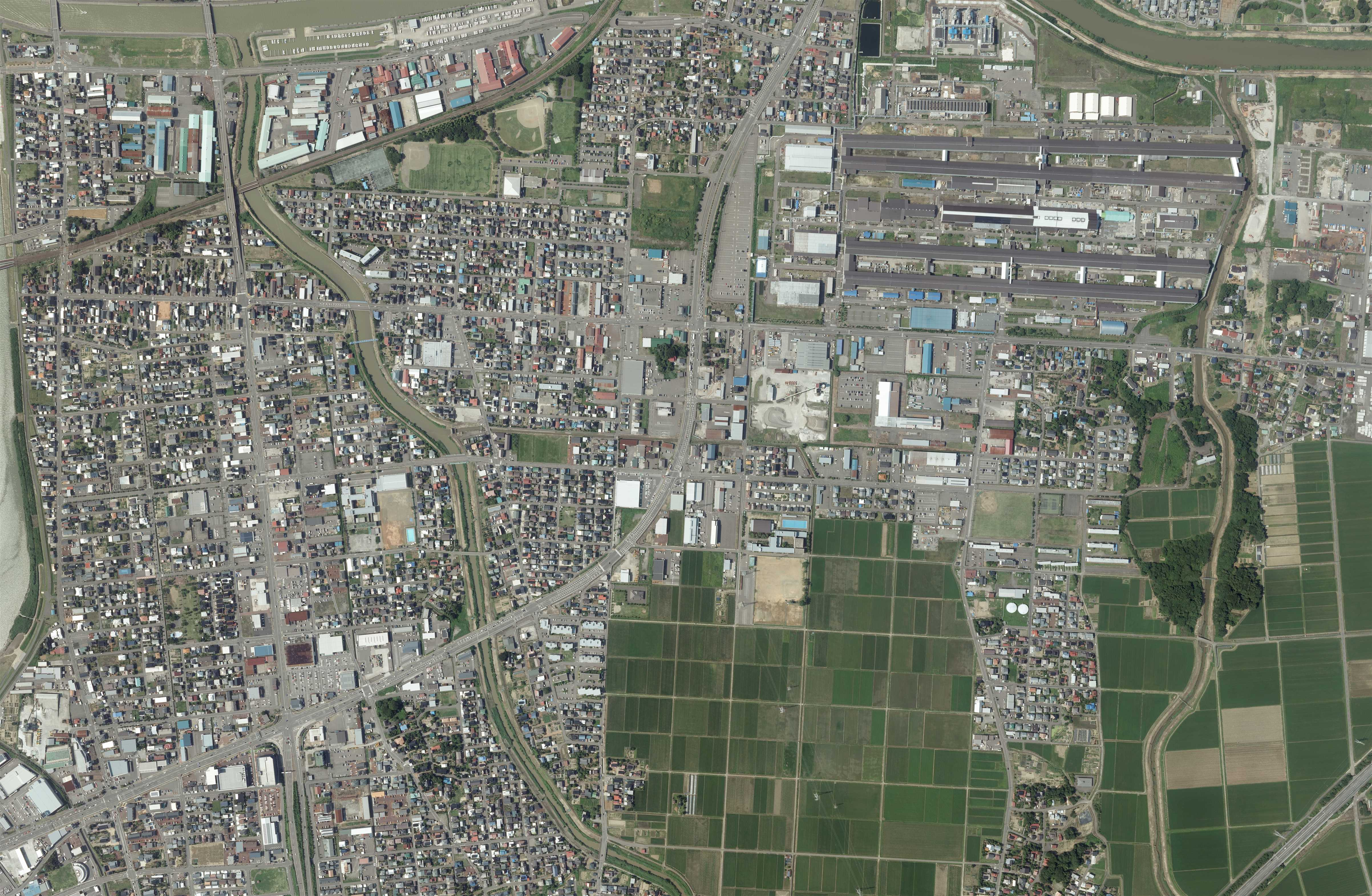
2017年の上越市の空中写真。右上が上越テクノセンター。

上越テクノセンター（じょうえつテクノセンター）は、新潟県上越市に所在する、三菱ケミカルハイテクニカが運営する工業団地である。1963年の竣工から1981年まで三菱化成工業によりアルミニウム製錬工場として操業していたが、オイルショックに伴う電力費高騰により事業撤退。その後、工業団地として再生した。

## 歴史

### 日本最大のアルミ製錬工場
1950年代。戦後のアルミニウムの民生需要は急増し、用途は日用品中心から自動車や電気通信機器、機械などにシフトしていった。日本国内ではアルミ専業の日本軽金属の他は化学メーカーが主体となって製錬を行っており、日軽金、昭和電工（現 レゾナック）、住友化学の3社が製錬事業を行っていたが供給が追いつかず、輸入地金で不足分を賄う状況が続いていた。三菱化成工業では1959年9月よりアルミ製錬事業の参入に向けた検討を始めたが、この事業には大量の電力を要し、安価な電力の確保が不可欠である。その頃帝国石油は頸城ガス田を発見。1960年1月に三菱化成工業は同社に対し天然ガスの有効利用を申し入れるとともに、柏崎市、直江津市、高田市で適地の調査を始めた。県および直江津市が誘致に積極的であったことに加え、1951年に直江津港が重要港湾に指定され、整備が進められていることもあり、直江津への進出を決定。1961年7月に起工式を行った。計画地は2000筆にのぼり、福田集落の個人所有地の他農道や水路、河川を付け替えた重川跡地も取得する必要があった。都市計画法に基づく区画整理が行われ、敷地の大半を占めた福田の地名を残すべく、換地後の地番は「福田町1番地」とした。1961年7月、起工式を挙行。第1期・第2期部分を合わせた設備投資額は230億円、年間売上高は120億円を見込んだ。120槽の電解槽の据え付けやクーパー・ベッセマー社の18基のガスエンジンの設置など工事は順調に進み、1963年5月4日に定礎式・通電式を実施。翌25日より電解焼成を開始した。同年10月1日には直江津工場建設事務所は正式に直江津工場として発足し、福岡県の黒崎工場（八幡市黒崎、1974年より北九州市八幡西区）三重県の四日市工場に次ぐ3番目の工場となった。1964年6月10日には新潟国体の行幸で昭和天皇・香淳皇后が工場を視察した。1966年3月には、三菱化成工業から分社化し、株式会社化成直江津の直江津工場となる。
日本のアルミ需要は1966年以降急拡大し、1968年のアルミ地金需要はアメリカ合衆国、ソビエト連邦に次ぐ68万トンに達した。その頃には国内生産が需要に追い付かなくなっており、1970年には需要が100万トンになるとの予測もあった。直江津工場は年間6万7千トンの生産能力があったが、需要増加に対応するため111億円を投じ、年産4万トンの第3工場を建設。天然ガス事情の悪化により、C重油を燃料としたディーゼルエンジンが採用された。第3工場の完成と既存工場の増電流により合計生産量は年間11万2千トンとなり、単一の工場としては日本最大となった。さらに1968年10月には設備投資額104億円、年産4万5千トンの第4工場を着工し、1970年5月末より生産を開始した。これにより年間生産能力16万トン、電力原単位世界一となる、屈指のアルミ製錬工場となった。しかし、1970年を境に需要の伸びは鈍化してゆく。

### アルミ製錬からの撤退
4棟の製錬工場がフル稼働を始めた1970年の半ばでいざなぎ景気が終焉し、日本の景気は後退局面に入る。翌年のニクソン・ショックと、これに続く円の大幅切り上げによりアルミ地金の輸入が増加した。1972年から1973年にかけては第三次マンションブームでサッシ向け需要が増えたことに加え、世界的な降水不足による水力発電の出力低調やカナダやフランスのストライキなどにより国外の生産が減少し、日本のアルミ製錬業界にとって追い風になる場面もあったが、1973年の第一次オイルショックで電力コストが従来の4～5倍となり深刻な打撃を受けた。翌1974年には政府の需要抑制策により内需は急激に低下した。三菱化成工業はアルミ製錬事業を分離独立させることとし、三菱グループ各社や需要業界の出資を得て1976年4月2日に資本金100億円の三菱軽金属工業株式会社を設立した。通商産業省も産業構造審議会アルミニウム部会が諮問を行うなど問題解決に取り組んだが、成果が得られないうちに1979年の第二次オイルショックに見舞われる。1980年9月には、第1・2工場を中心に76層の電解槽を停止し、2万1千トン相当の減産を行う。その2か月後の11月に第1工場、12月には第2工場が全面生産停止した。
第1・2工場停止後も事態の悪化は止まらず、圧延やアルミサッシなどの需要家は輸入塊用の溶解鋳造設備を備え、長期契約を前提とした輸入地金受け入れ態勢を整えた。三菱軽金属工業は買い戻し特約付き販売や、電力会社からの売電料金の特別割引の獲得などの施策を講じたが、事態は企業努力で賄える範囲をはるかに超えていた。日本のアルミ製錬業界は政府に対し電力費対策や金融支援を働きかけたが、抜本的な救済策が打ち出されるに至らなかった。1981年7月、三菱軽金属工業は残る第3・4工場の全面停止を決断した。
1981年10月2日午前10時。第4工場に電力を供給する第4発電所の電源が落とされ、世界一のアルミニウム製錬工場は機能を停止した。常時供給されていた10万アンペアの電流が止まると、建屋の梁や天井に付着していたアルミナの粉が雪のように舞ったという。

### 代替事業と企業誘致
第1・2工場停止以降従業員の雇用維持が喫緊の課題となり、ケイ酸カルシウム、豆乳、中重希土50あまりの案件が検討されたが、その多くは需要家の偏在や原料・誘導品の需給、輸送コストなどの点から直江津の単独立地は難しく、複写機などに使用されるトナーが引き続き検討に残った。社外への事業誘致も行われ、オイルショックから注目されていた石炭火力発電所誘致の打診も行ったが、港から石炭の搬送に設備投資を要すること、発電所当地としては敷地が手狭なことから実現には至らなかった。
製錬事業撤退以降も、従前からのアルミ周辺事業の鋳造や、内装材などに使われる複合材料「アルルック」、1974年に設立した上越アルミニウム株式会社による放熱フィンなどの押出加工などは残った。
トナーの製造は、第1・2製錬工場停止時より検討され、1983年1月より操業開始した。同工場では初となるアルミ関連以外の事業であり、電解建屋内のプラントとしても初であった。36年あまりにわたり事業を続けたが、2019年3月をもって製造を終了した。複写機に関連する製品としては、感光体ドラム用素管やヒートロールも製造していた。
高純度アルミニウムの製造法には、通常の純度のアルミ地金を再度電気分解する三層電解法や、凝固時の偏析現象を利用したゾーンメルト法などが知られている。電力費高騰により精錬から撤退した経緯から、直江津工場では多量の電力を要する三層電解法ではなくゾーンメルト法を開発することとした。1980年10月に研究班が組織され、翌1981年2月にはベンチスケールの設備を設置。同8月には量産試作を開始した。
アルミ製錬過程において、電解槽からフッ素ガスを回収する技術として、アルミニウム表面をアルマイト化する際に生じるスラッジを使用してフッ化アルミニウムを製造する方法は1978年に確立していた。この技術の延長線上としてアルミナ繊維が開発され、1600℃の高温にも耐えうるブランケットも確立した。この結晶質アルミナ繊維は「MAFTEC」の商標名で自動車触媒の把持材や製鉄所の炉内断熱材に使われている。アルミナ繊維事業は2022年3月にアポロ・グローバル・マネジメントに譲渡され、マフテック株式会社として独立した。
1968年にフランスのペシネー社から導入した連続鋳造圧延設備（通称「3C鋳造機」）は超塑性アルミニウムなど通常の熱間圧延法に比べ優れを製造することが可能で、当時の日本には直江津工場に設置されているものが唯一であった。超塑性アルミは高い延びを示す特性であり、プラスチックのように複雑な形状の圧空成型が可能になる技術であった。プレス成型では金型コストがかさむ大型成型品の建材やパラボラアンテナを中心に売り込みが行われ、岩手銀行本店ビルの天井パネルなどに採用されたが、ゆっくりとした変形速度でないと超塑性が発現せず、生産性に難があること、少量の生産では砂型鋳物の方がコスト的に優位であること、外注していた冷間圧延工程での歩留まりが低かったことから、1985年に事業化を終了した。1982年から製造した太陽熱温水器の集熱器は初めて最終製品まで加工を行った事業であったが、オイルショック後の原油安による市場縮小と、1983年に納入先が温水器事業から撤退したことで事業終了した。この知見は、のちのアルミドア製造事業などに生かされた。
このほか、過去にはアルミ関連製品ではハードディスクや自動車用鋳造アルミホイールの製造、遊休地活用事業では三菱化成工業四日市工場のアクリロニトリルやテレフタル酸製造工程で生じた廃触媒からマンガン、ニッケル、コバルトを回収する事業や、三菱商事が取り扱う鋳物やガラス原料の珪砂の乾燥や除鉄なども行っていた。
社外からの事業誘致については、敷地を一括して利用するような大規模事業の進出は見込めず、建屋を除却して更地化し、工業団地とすることも莫大な費用を要することから、建屋の分割賃貸方式とした。1982年11月、兼商化学工業が埼玉県所沢市の工場が手狭になり、新規立地を探しているとの情報が入る。建屋の改修で早期の事業開始が可能であること、首都圏や東海地方へのアプローチが一般に考えられているより容易であることなどの利点を説明し、1983年3月に工場進出が決定。事業誘致第1号となった。1983年2月には、三菱化成工業大阪支店の取引先である、ファイバードラム（粉体の貯蔵・輸送に使われる紙製のドラム缶）メーカーの太陽シールパックから、北陸地方の顧客向けの新工場開設にあたり直江津工場に関心があるとの話が入る。この話はスムーズにまとまり、進出第2号となった。続いて銅合金の鋳造加工を行う上越合金工業、タルク加工事業を営む太平タルクの誘致が実現した。八王子工場のプリント基板と高崎工場のプリンタ組立事業の拡張を目指す沖電気工業は、三菱化成工業とパートナーシップを組むことを決定し、1985年2月1日に沖電気80.5%、三菱化成工業19.5%を出資し資本金4億8千万円の新潟沖電気を設立。同年11月に工場が完成、製錬撤退以来の大型企業進出となり、地元経済に大きな波及効果をもたらした。三菱グループ内の三菱電機とは、電気分解事業に多くの電気機器を必要とすることからかねてより密接な協力関係にあり、1982年から1989年にかけて、両者にとって有意義な共同事業を目指して検討が重ねられた。三菱電機相模事業所ではリン青銅合金を生産していたが、増設を重ねた結果生産ラインのレイアウトが乱れ、生産効率向上に限界をきたしていた、直江津工場の直線状の建屋はこの事業に適しており、圧延機も導入しやすいこと、自家発電設備があり安定した電力が確保できること、金属に精通したスタッフが揃っていることから共同事業が実現の運びとなり、「三菱 Mitsubishi」「電機 Electronics」「化学 Chemical」の頭文字と合金を表す「Alloy」から名付けられた株式会社エムイーシーアロイが、三菱電機60%、三菱化成工業35%、化成直江津5%の出資、資本金3億円で設立され、1988年4月より営業運転を開始した。

### 上越テクノセンター
三菱化成工業系列の電子材料や精密アルミニウム加工のみならず、社外からも企業立地が進んだことから、一企業の工場名である「直江津工場」から、ハイテク工業団地にふさわしい名称に改める必要が生じた。名称公募には五十数件の提案があり、この中から「上越テクノセンター」に決定。1985年8月29日に鈴木精二三菱化成工業社長、植木公上越市長、清水頸城村長らが出席し、命名式が執り行われた。1986年7月には上越テクノセンター運営協議会が発足し、同年10月30日には不動産管理や工業団地の管理・運営を行う「株式会社上越テクノセンター」を設立した。
三菱化成工業は、アメリカのアルミニウムメーカーアルコアとは1963年の製錬事業開始以来、原料のアルミナの調達を通じて取引があったが1985年7月に長期契約が終了した。1986年4月より、香川県で1971年から10月から1987年2月にかけてアルミ製錬事業を行っていた三菱化成グループの菱化軽金属坂出工場のアルミナサイロを、アルコア子会社のモラルコが原料受入基地として使用することで合意した。アルコアはアルミナ化成品分野で日本への参入を検討。アルコア80.5%、三菱化成工業19.5%の出資で資本金4億円の合弁企業「アルコア化成」を設立。三菱化成工業から直江津港の施設を買収し、上越テクノセンター内に加工工場を設けて水処理剤や人造大理石の原料となる水酸化アルミニウムの加工事業を行っている。2002年にアルコア化成とモラルコが合併、2005年に森村商事全額出資のアルモリックスに社名変更している。アルコアグループとは、アルコア・ホイール・プロダクツの日本法人による鍛造アルミホイール工場の進出でも関わりが続いている。同社は2020年にハウメット・システムズ・ジャパン株式会社に社名変更した。
圧延メーカーのスカイアルミニウムは1986年に、日本興業銀行を通じて前述の3C鋳造機の譲渡について打診。両社の共同事業として開発設備として運営することとなり、スカイアルミニウム80.5%、化成直江津19.5%の出資で資本金5千万円の「エスケイアルキャスト株式会社」を設立した。1988年7月にはNHK経済マガジンで製錬撤退から工場再建の経緯が紹介された。このテレビ番組をきっかけに、広島県福山市の池田糖化工業から東日本進出の足掛かりとして上越テクノセンター進出の打診があった。初の食品会社の立地として、池田糖化工業80.5%、化成直江津19.5%の出資で資本金5千万円の「上越フーズ株式会社」を設立。平成に入った1989年9月よりフリーズドライ食品の製造を開始した。
このほか、セラミックコンデンサなど電子部品の製造を行うMARUWAも直江津工場を置いている。

## 立地と設備
上越市北部。直江津港から東南東に2Kmほど、直江津駅からは東に2Kmほどに位置する。西に国道8号、南に国道253号が通り、北に保倉川、東には重川が流れる。60万m2の敷地の一部は、2005年に上越市に編入された旧頸城村から設けられた地域自治区である頸城区にかかる。製錬建屋は幅・高さそれぞれ30m、東西の全長は800mに及ぶ巨大なもので、鋳造工場を挟み2棟ずつ、4棟が並行して建てられている。製錬事業を行っていた当時は建屋内には長さ10m、幅5mのゼーダーベルグ電解槽が各160槽前後、4棟あわせて約600槽が設置され、ホール・エルー法で原料のアルミナを電気分解していた。アルミ製錬に用いられる電解槽には陽極によりゼーダーベルグ式とプリベーク式に大別できる。予め陽極を焼成し、陽極が消耗すると交換するプリベーク式に対し、ゼーダーベルグ式は電解槽自体の熱で陽極を焼成し、消耗すると炉の上部から陽極の元となるペーストを投入する方法である。経済的に有利だったゼーダーベルグ式から、のちに環境への負荷の低いプリベーク式に主流が移っている。直江津工場の技術力は高く、総合電力原単位は14000kWh/tを切り、ゼーダーベルグ式電解槽では世界一であった。
電解槽のうち192槽、年産5万トン相当の設備は中華人民共和国寧夏回族自治区青銅峡市の製錬工場に売却され、技術供与が行われることとなった。青銅峡は黄河の豊富な水力による電力が安価に得られ、近代化を推進する中国の政策にも合致する。化成直江津側にも設備を移出することで建屋の有効活用を図ることができ、これまで培った技術を朽ちることなく生かし続けられる利点があった。1983年11月に契約調印、1987年8月15日より先行20槽の電解を開始した。この事業計画は「CNプロジェクト（China-Naoetsu）」と称し、中国側からは中日友好のペナントと、寧夏回族自治区からCN班員に栄誉証書が授与された。
2017年には、三菱商事エナジーソリューションズグループの直江津エネルギーセンターの天然ガス火力発電所が竣工した。

## 企業の系譜
直江津工場の事業会社は、分社化や親会社の経営統合などにより複雑な変遷をたどっている。
1963年10月に発足した三菱化成工業直江津工場は1966年3月に分社化し、「化成直江津株式会社」直江津工場となったのち1969年8月に合併で三菱化成工業直江津工場に戻る。1976年4月には「三菱軽金属工業株式会社」を設立し、同社の直江津工場となる。1981年9月には経営分離で再び化成直江津直江津工場となる。1986年10月30日には三菱化成工業80%、化成直江津10%、三菱電機・沖電気各3%、菱化テクノ1.5%、菱成産業・菱化開発各1%、菱化商事・菱化システム各0.25%の出資をもって、資本金90億円の「株式会社上越テクノセンター」を設立、不動産管理や工業団地の管理・運営を行った。1986年12月には事業再編により化成直江津は同社の生産事業部門を継承し、同名の新会社として再発足。1987年1月には三菱化成工業直江津事業所が開設された。1988年に三菱化成工業は三菱化成に社名変更した。
1991年（平成3年）10月1日、三菱化成と化成直江津が合併、三菱化成直江津工場となる。この合併は製錬撤退以降工場再建に尽くした社員にとって悲願であった。1994年に、三菱化成は三菱油化と統合し三菱化学となり、2017年4月には三菱樹脂・三菱レイヨンと統合して三菱ケミカルが発足した。
2009年に株式会社上越テクノセンターはつくば菱化サービス、ダイヤメディア、菱湘テクニカと合併し、三菱化学ハイテクニカ株式会社が発足。2017年4月には三菱ケミカルの発足に伴い、三菱ケミカルハイテクニカ株式会社へ社名変更した。
アルミ二次加工品メーカーとして1974年5月に設立された上越アルミニウム株式会社は、1997年10月に菱化マックスに社名変更。三菱化学直江津工場のアルミニウム合金鋳塊と高純度アルミニウム地金部門を統合したが、2009年4月には三菱樹脂に吸収合併された。2013年6月に押出成形事業から撤退。2020年には三菱ケミカルと中華人民共和国浙江省餘姚市の寧波江豊電子材料股份有限公司（KFMI社）、KFMI傘下で上海市に本社を置く同創普潤（上海）机電高科有限公司（TCPR社）の間で軽金属部門の事業譲渡を合意した。2020年12月15日にTCPR社全額出資でMKNアルミニウム株式会社設立。翌2021年4月1日よりアルミニウムおよびアルミ合金のビレットやスラブの製造を開始した。
1984年10月に、直江津工場購買会を母体に発足した「有限会社越菱」は上越テクノセンター内のショッピングセンターやレストランの運営、厚生や印刷などの各種サービス業務、工事資材等の販売で進出企業をサポートしている。1989年10月には株式会社に改組。2009年に三菱化学が保有する越菱の全株式を三菱樹脂が買収したが、前述のとおり、のちに三菱化学と三菱樹脂は経営を統合している。